# Jedlińscy herbu Nabram
Jedlińscy herbu Nabram, znani również jako Jedleńscy – polski ród szlachecki, który wziął swoje nazwisko od wsi Jedlny w województwie krakowskim.

## Historia
Seweryn Uruski pisał, iż przedstawiciele tego rodu nabywszy znaczny obszar lasów w województwie sieradzkim nazwali dwie założone na wykarczowanym terenie osady: Jedlno i Wola-Jedlińska na pamiątkę miejscowości, od której wzięli nazwisko.
Od I połowy XVIII w. do II wojny światowej ród Jedlińskich - określany w księgach metrykalnych rzymskokatolickiej parafii Tyśmienica jako szlachta - zamieszkiwał w powiecie tłumackim, jednak Poczet szlachty galicyjskiej nie wymienia żadnego, który wylegitymowałby się w zaborze austriackim ze staropolskiego szlachectwa.